# كيويري لا موت
كيويري لا موت (بالفرنسية: Quiéry-la-Motte)‏ هي بلدية تقع في إقليم باد كاليه من منطقة نور با دو كاليه في شمال فرنسا. تبلغ مساحة هذه المدينة 8.93 (كم²)، وترتفع عن سطح البحر 32 م، يبلغ عدد سكانها 763 نسمة حسب إحصاء المعهد الوطني للإحصاء والدراسات الاقتصادية سنة 2009 م. وترأس Jean-Luc Leroux البلدية خلال فترة (2008-2014).